# Findlinge um und auf Rügen
Die Übersicht über Findlinge um und auf Rügen erleichtert ihre Auffindung. Ein Findling ist ein meist einzeln liegender, mindestens einen Kubikmeter umfassender Steinblock, der durch Gletscher während der Eiszeiten in seine heutige Lage transportiert wurde.
Vor der Etablierung der Eiszeittheorie rankten sich um die riesigen „Erratischen Blöcke“ viele Geschichten und Sagen. Auf Rügen befindet sich wegen der speziellen Lage der Insel während der Eiszeiten und durch die andauernde Küstenerosion eine Menge interessanter Großfindlinge. In der Jungsteinzeit errichteten die Menschen aus Findlingen Großsteingräber, die auf Rügen noch zahlreich erhalten sind. Bis ins 19. Jahrhundert wurden große Findlinge als „Steinbruch“ benutzt, um aus ihnen Baumaterial für Denkmäler (z. B. 1854 die Preußensäulen bei Neukamp und Groß Stresow oder für den Ernst-Moritz-Arndt-Turm auf dem Rugard), für Küsten- und Hafenbefestigungen, Pflaster- und Mühlsteine zu gewinnen. Dieser Entwicklung fielen auf Rügen ungezählte Findlinge zum Opfer. Heute gelten Findlinge als erhaltenswerte Naturdenkmäler und haben einen anderen Stellenwert.
Die Daten zu den größten Findlingen auf Rügen sind der untenstehenden Tabelle zu entnehmen. Weitere Informationen finden sich in den jeweiligen Abschnitten zu den einzelnen Findlingen.

## Allgemeines

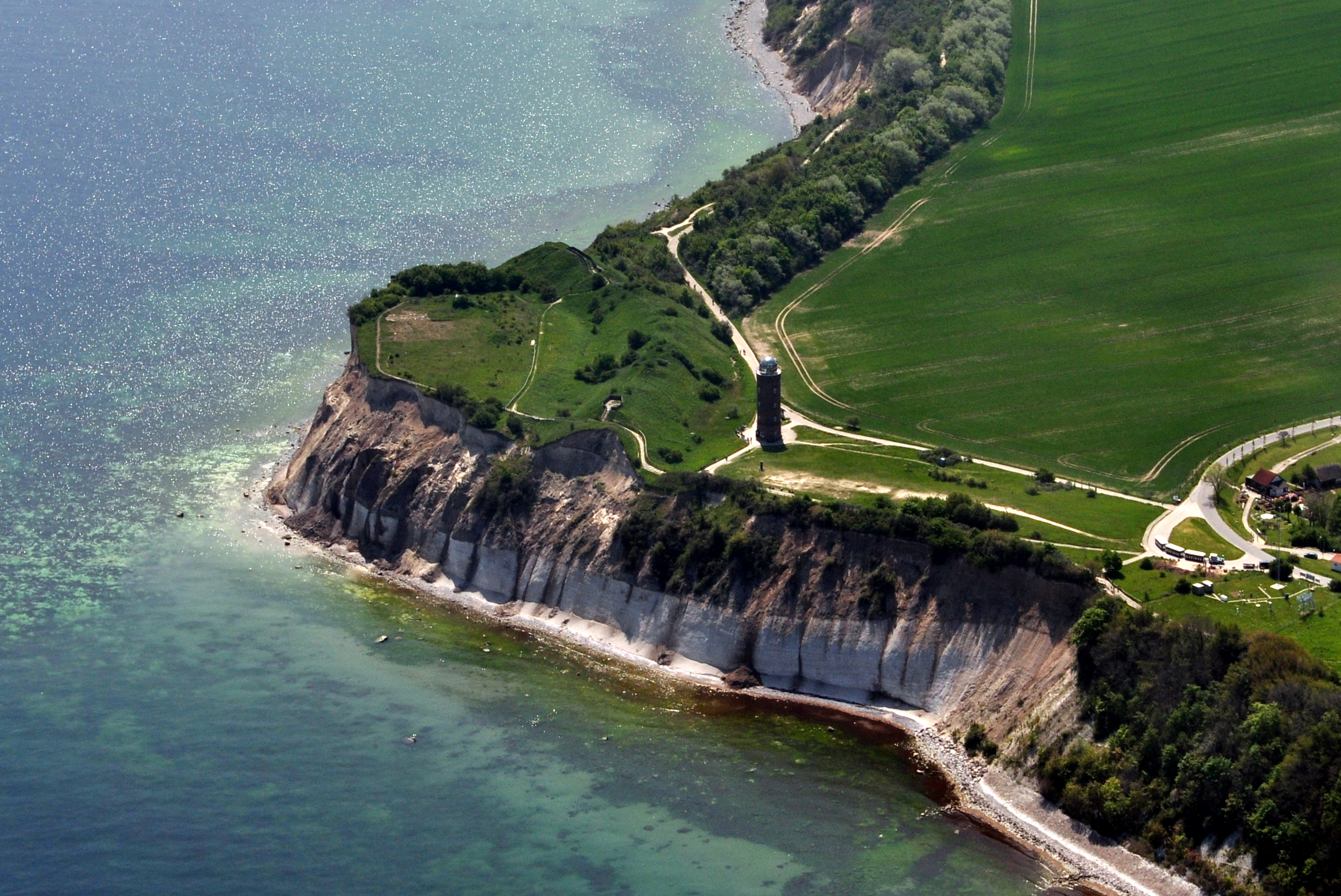
Beim slawischen Burgwall am Kap Arkona ist die Geschiebemergelschicht über der Kreide gut zu erkennen

Auf der Ostseeinsel Rügen und deren unmittelbarer Umgebung existieren besonders viele große Findlinge. Zum einen gilt Rügen (speziell die Halbinsel Jasmund) als Gletscherstromscheide zwischen dem Belt- und dem Oderstrom der Weichseleiszeit, wodurch sich ein für Mittelmoränen typisches Geröllband entwickelt hat. Zum anderen wurden Findlinge durch Küstenerosion (besonders durch die Brandung) freigelegt und sind an Stränden vor der Steilküste anzutreffen. Hier fielen sie im Laufe der Zeit aus der Geschiebemergelschicht, die seit der Eiszeit an vielen Stellen die mächtige mehr als 65 Millionen Jahre alte Kreideschicht überlagert. Die Hauptrichtung des Gletscherstroms kam von der relativ nahe gelegenen Insel Bornholm, weshalb einige der besonders großen Findlinge Rügens von dort stammen.
Findlinge, bei denen aus der inneren Struktur und Zusammensetzung ihr Ursprungsgebiet bestimmbar ist, nennt man Leitgeschiebe. Die Herkunft lässt sich durch Angaben in der Geschiebebestimmungsliteratur, aber auch durch Vergleich mit Gesteinsproben aus dem Anstehenden ermitteln. Für Rügen existiert solch eine Nordische Sammlung an der Universität Greifswald. Durch die Bestimmung der Herkunft dieser Großgeschiebe ließen sich die Richtungen der einzelnen Gletscherströme ermitteln.
Zu den gesetzlich geschützten Geotopen gehören auf Rügen solche Findlinge aus kristallinem und metamorphem Gestein, die ein Mindestvolumen von 10 m³ haben. Findlinge aus Sedimentgesteinen, wie z. B. Kalk, Sandstein oder Quarzit, sind generell geschützt, wenn sie eine Länge von über 1 Meter haben. Von den meisten Findlingen lässt sich allerdings das Volumen nicht genau bestimmen, da sie normalerweise zum Teil im Boden verborgen sind. Die Größenangaben in der Liste beruhen daher auf den überlieferten Schätzungen, die auch von den meisten Geologen in ihren Veröffentlichungen verwendet werden. In der Liste ist zum Teil zusätzlich das oberirdisch vermessene Volumen angegeben; der im Erdreich verborgene Teil ist hierbei also nicht berücksichtigt. Der Näherungsfaktor 0,6 korrigiert hierbei erfahrungsgemäß die Abweichung von der Quaderform. Die Angaben zur Masse orientieren sich an der durchschnittlichen Dichte von Granit (2,7 g/cm³ bzw. 2,7 t/m³).

## Tabelle
| Rang | Geotop-Name              | Volumen (oberird.)1) | Masse | Objekt-Nr.2) | Ort |
| ---- | ------------------------ | -------------------- | ----- | ------------ | --- |
| 1.   |                          | 206 m³               | 550 t | G2 083       | im Wasser – bei Göhren, 350 m vom Ufer entfernt (Nordstrand/östlich)                                    |
| 2.   |                          | 120 m³ (71 m³)       | 325 t | G2 075       | 400 m nördlich von Nardevitz auf dem Feld, im Gebüsch                                                   |
| 3.   |                          | 65 m³ (54,5 m³)      | 175 t | G2 081       | im Wasser – von Blandow (Gemeinde Lohme) Weg zum Strand und von dort ca. 200 m östlich                  |
| 4.   |                          | 61 m³ (32,5 m³)      | 165 t | G2 068       | am Strand – 1 km nordwestlich vom Kap Arkona, am Gellort                                                |
| 5.   |                          | 60 m³ (54 m³)        | 162 t | G2 073       | im Wasser – 150 m östlich des Hafens von Lohme, 20 m vom Ufer entfernt                                  |
| 6.   |                          | 41 m³ (40,5 m³)      | 110 t | G2 066       | im Wasser – 370 m ostnordöstlich des Sassnitzer Kurplatzes, 15 m vom Ufer entfernt                      |
| 7.   |                          | 34 m³ (32,5 m³)      | 91 t  | G2 537       | an der Zufahrt zum neuen Fährhafen Sassnitz                                                             |
| 8.   |                          | 27 m³ (14,5 m³)      | 73 t  | G2 072       | 750 m nordöstlich der Wüstung Quoltitz am Rand des Nationalparks Jasmund links unter Bäumen             |
| 9.   |                          | 27 m³ (21 m³)        | 73 t  | G2 082       | am Strand – zwischen Kollicker Bach und Kollicker Ort im Nationalpark Jasmund                           |
| 10.  |                          | 27 m³ (13,5 m³)      | 73 t  | G2 091       | bei Tankow auf der Insel Ummanz direkt hinter dem Deich auf der Weide (Vogelschutzgebiet!)              |
| 11.  | Findling Schwarbe        | 25 m³                | 68 t  | G2 079       | am Strand – 800 m nördlich von Schwarbe-Siedlung (Gemeinde Altenkirchen), 50 m westlich der Müllerrinne |
| 12.  |                          | 22 m³                | 60 t  | G2 071       | im Wasser – 260 m nördlich des Königsstuhls im Nationalpark Jasmund, 35 m vom Ufer entfernt             |
| 13.  |                          | 18 m³                | 49 t  | G2 074       | am Strand – 900 m nordwestlich von Ruschvitz                                                            |
| 14.  | Findling Varnkevitz West | 16 m³                | 43 t  | G2 080       | am Strand – 500 m nordwestlich von Varnkevitz (Gemeinde Putgarten)                                      |
| 15.  |                          | 15 m³                | 41 t  | G2 392       | auf dem Markt der Stadt Bergen auf Rügen, vor dem Haus Markt 27 (laut Tafel 35 t)                       |
| 16.  | Findling Kap Arkona S    | 14 m³                | 38 t  | G2 078       | am Strand – unterhalb des südlichen Burgwallendes der Jaromarsburg                                      |
| 17.  | Findling Varnkevitz Ost  | 12 m³                | 33 t  | G2 461       | am Strand – 800 m nordöstlich von Varnkevitz                                                            |
| 18.  | Findling Putgarten NW    | 12 m³                | 33 t  | G2 077       | am Strand – 1400 m nordwestlich von Putgarten, 250 m östlich vom Parkplatz Nordufer                     |

1) Oberirdisch vermessener Anteil nach der Formel Länge × Breite × Höhe × 0,6 (Näherungsfaktor)

2) Die in Mecklenburg-Vorpommern gesetzlich geschützten Geotope sind beim Landesamt für Umwelt, Naturschutz und Geologie in einem Kataster zusammengefasst. Sie sind mit der Signatur „G2“ und einer Nummer eindeutig gekennzeichnet.

## Findlinge an Land

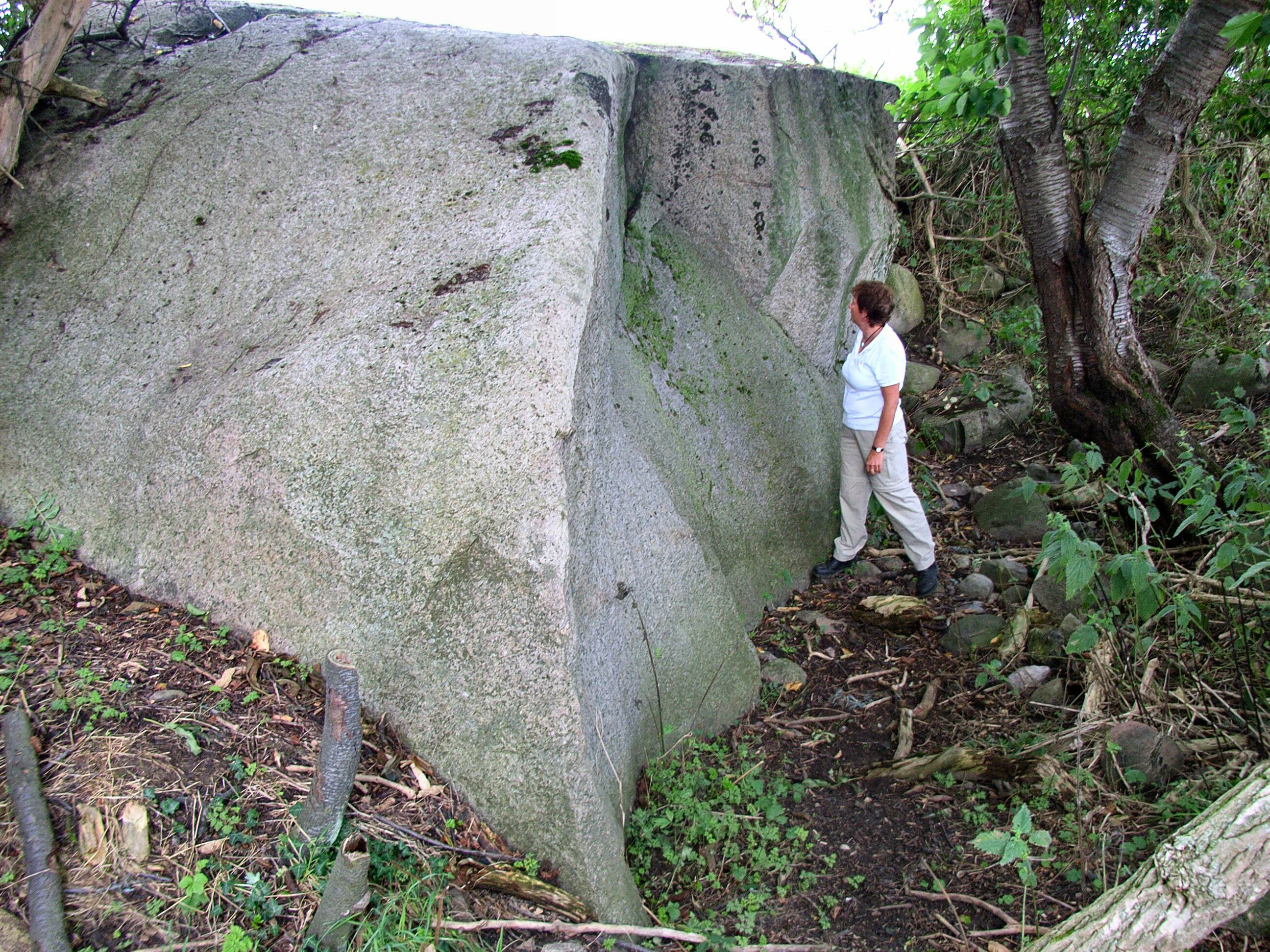
Der Findling Nardevitz
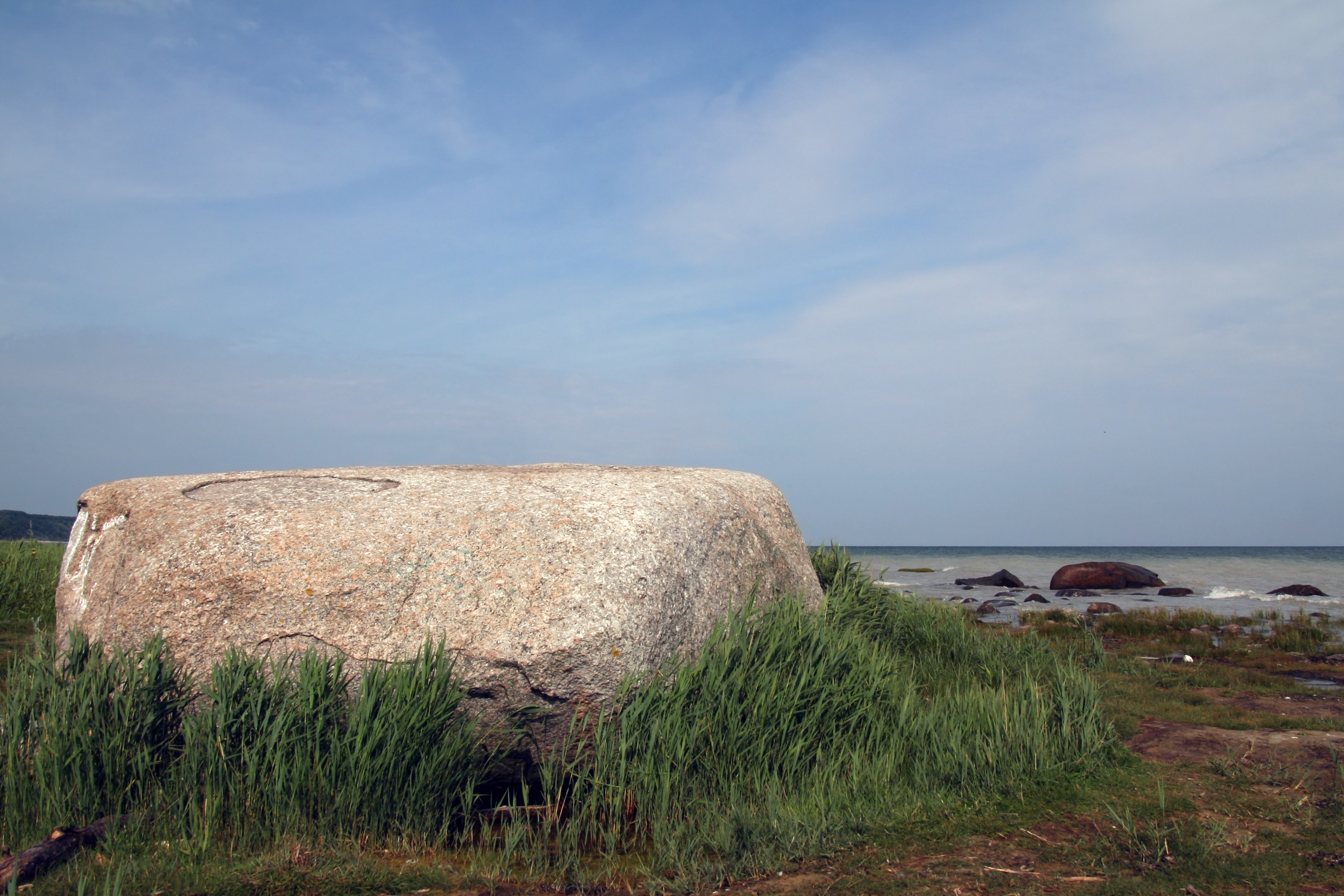
Der Siebenschneiderstein
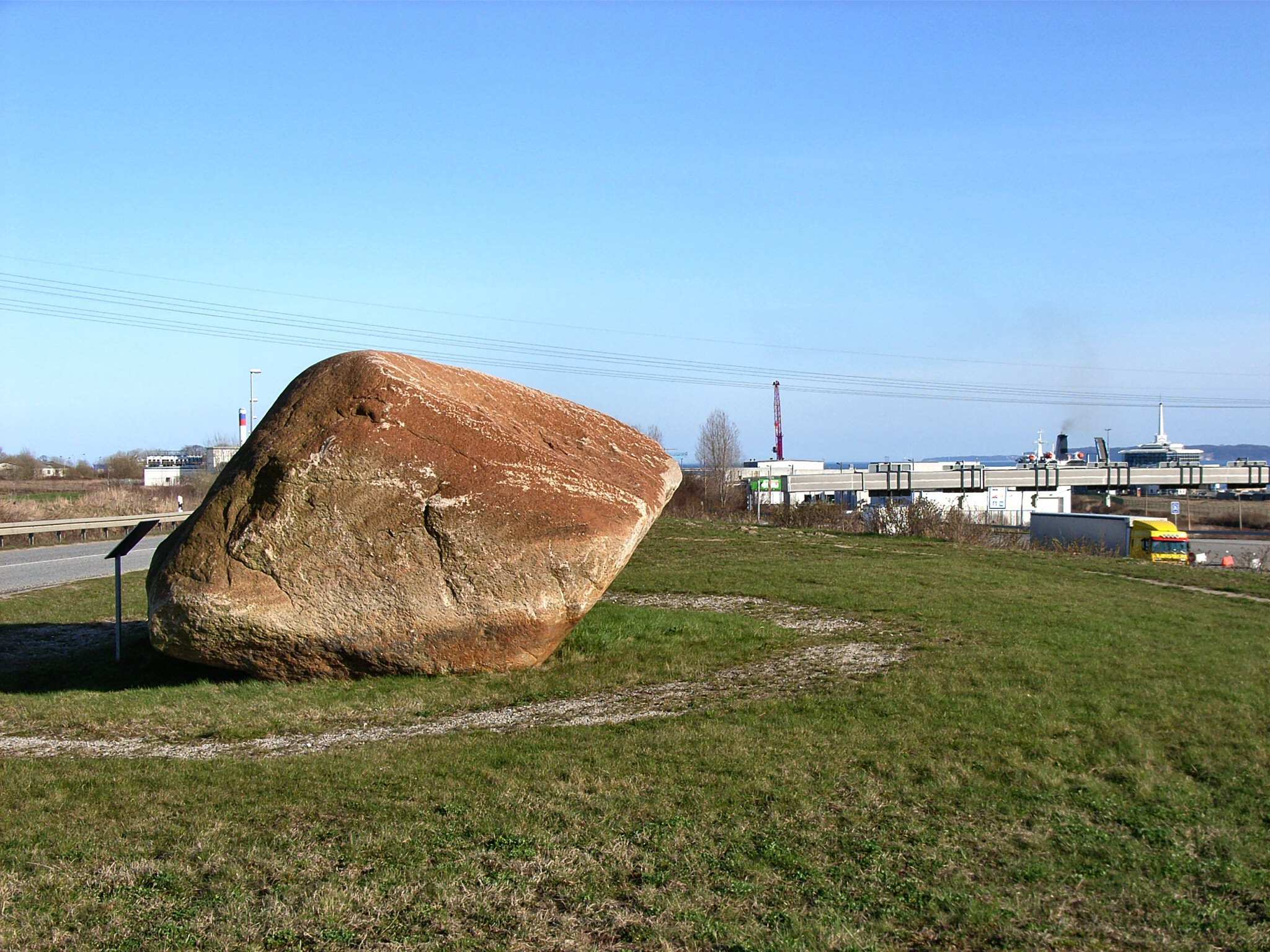
Der Jastor bei Sassnitz
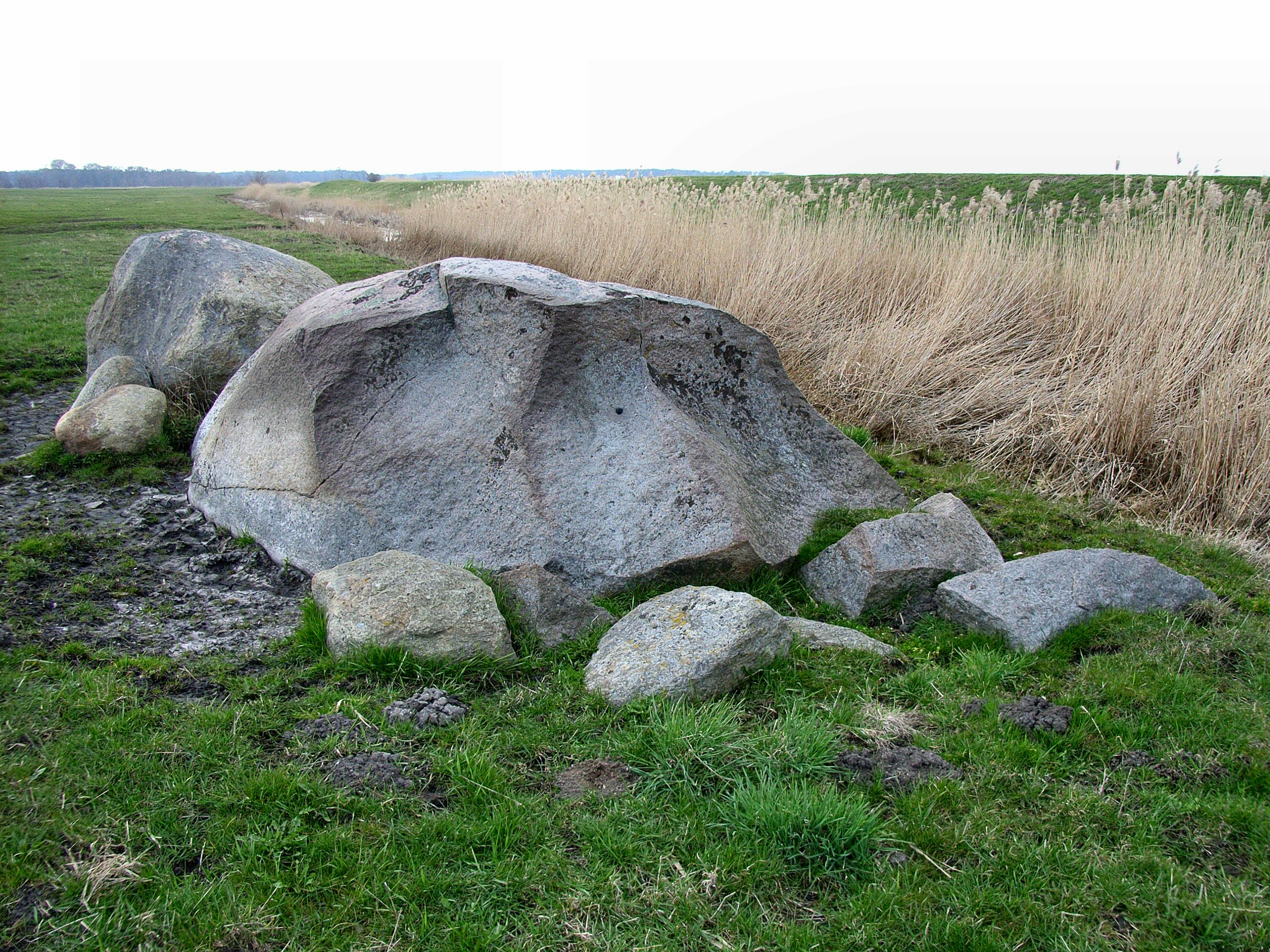
Der Möwenstein auf der Insel Ummanz
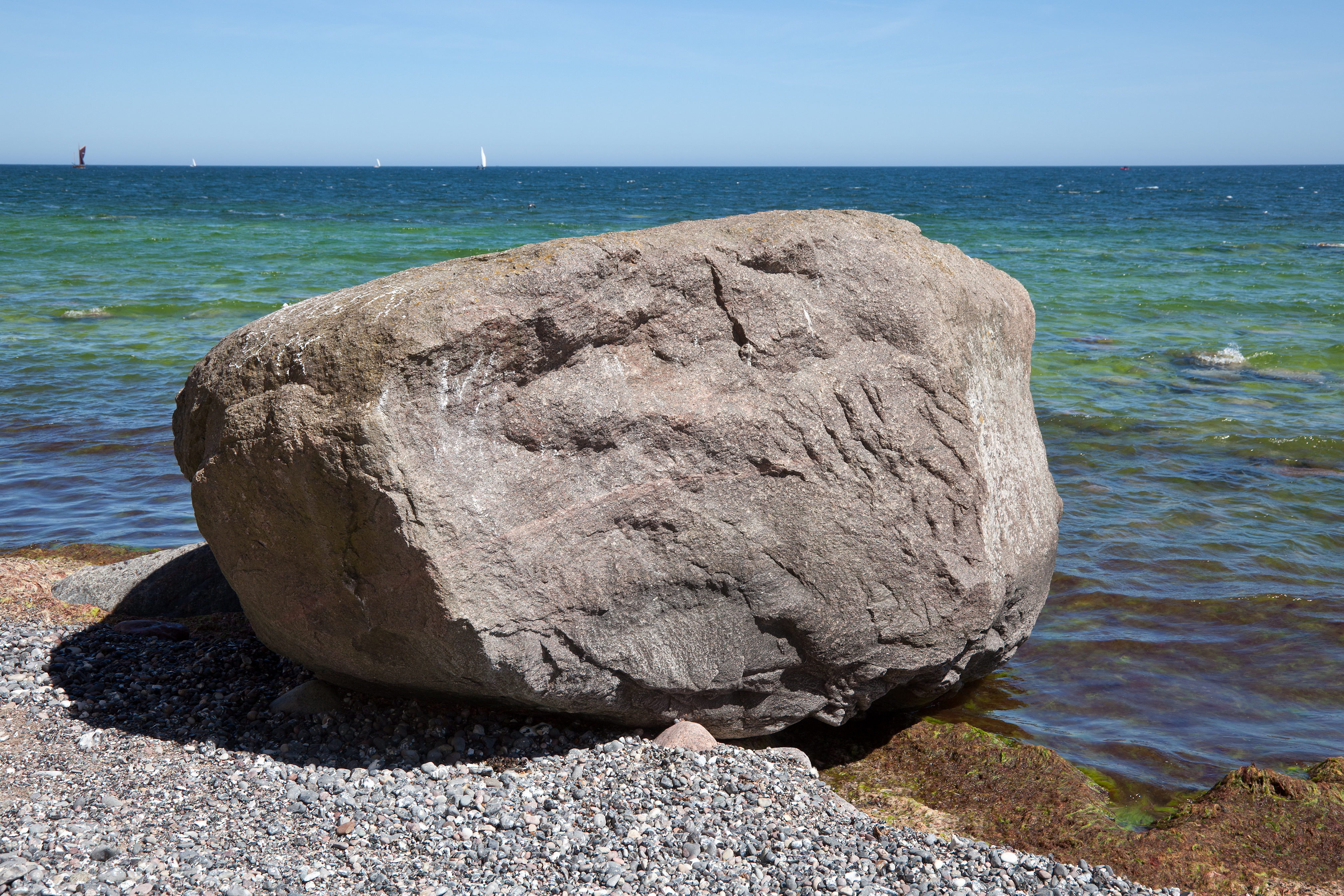
Der Findling Jasmund
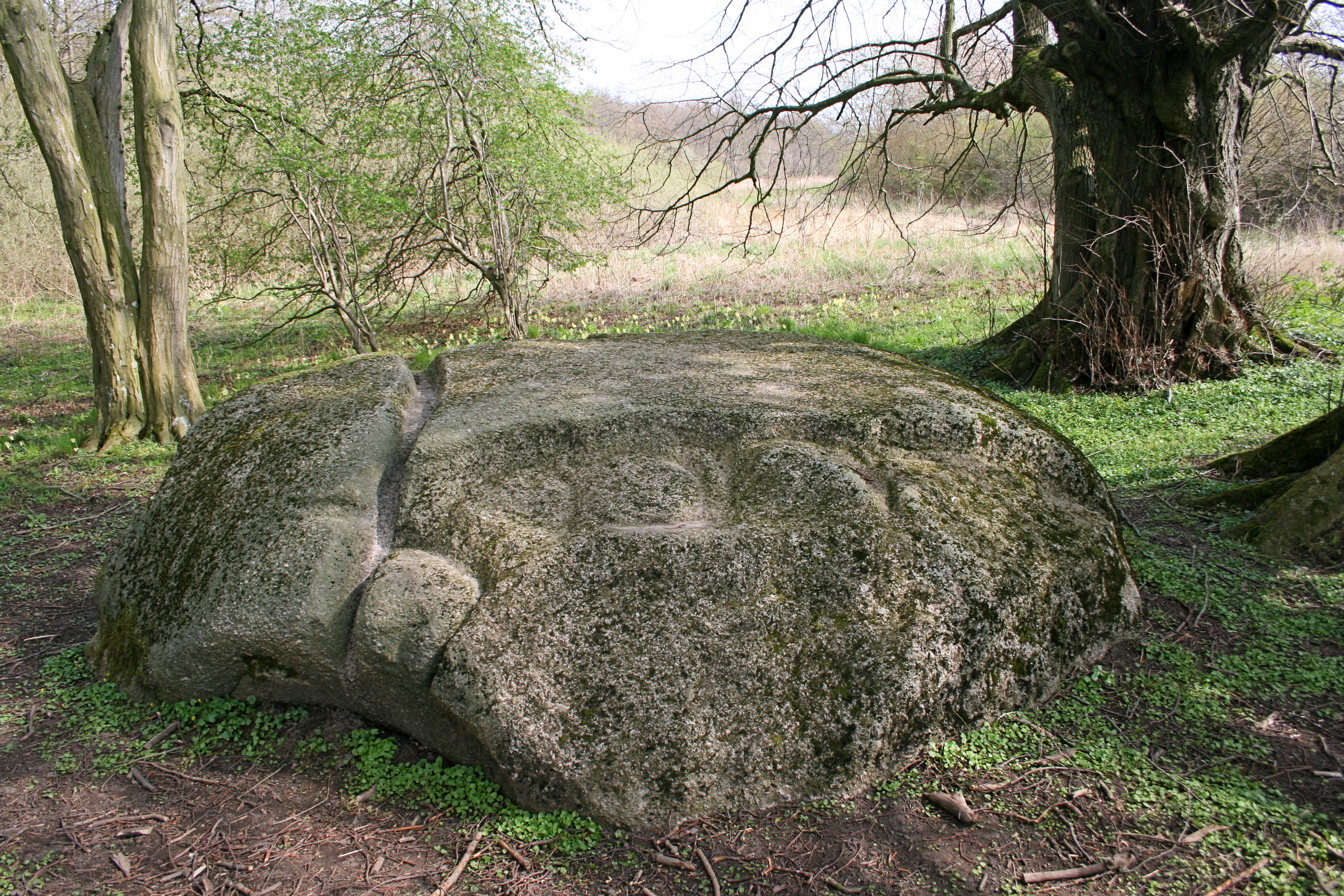
Der Opferstein von Quoltitz

## Findlinge im Wasser

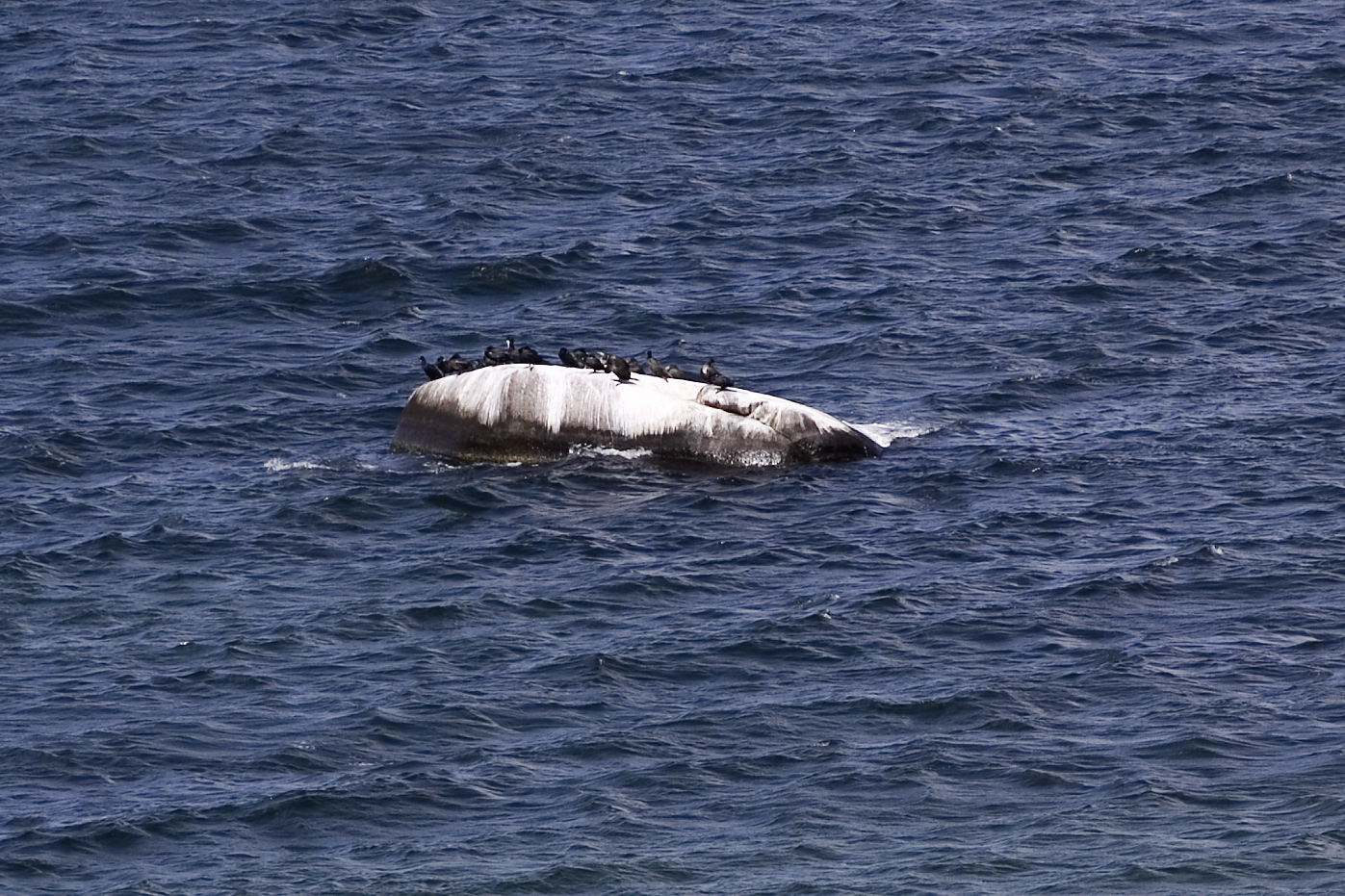
Der Buskam bei Göhren
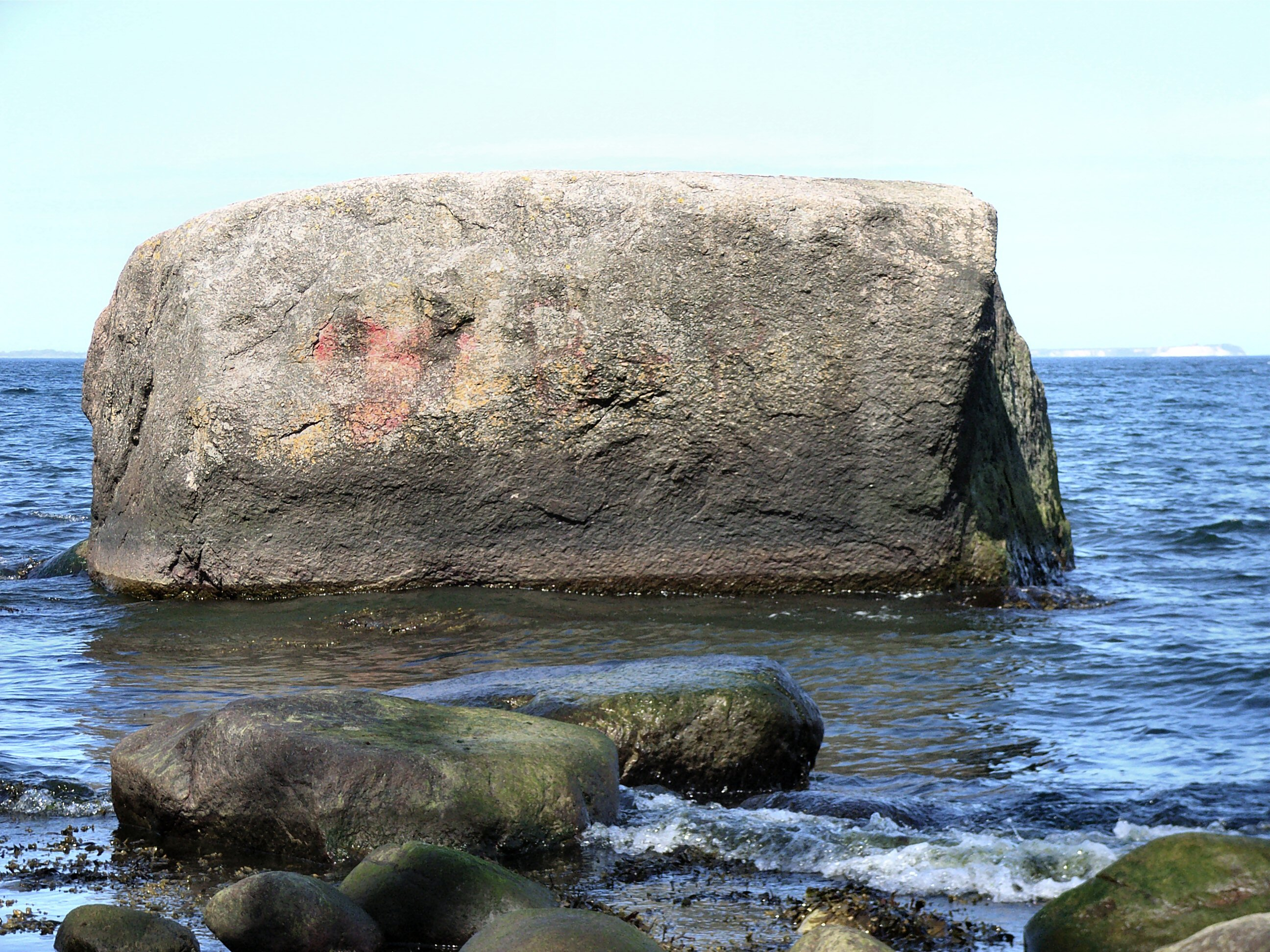
Der Findling Blandow bei Blandow (Gemeinde Lohme)
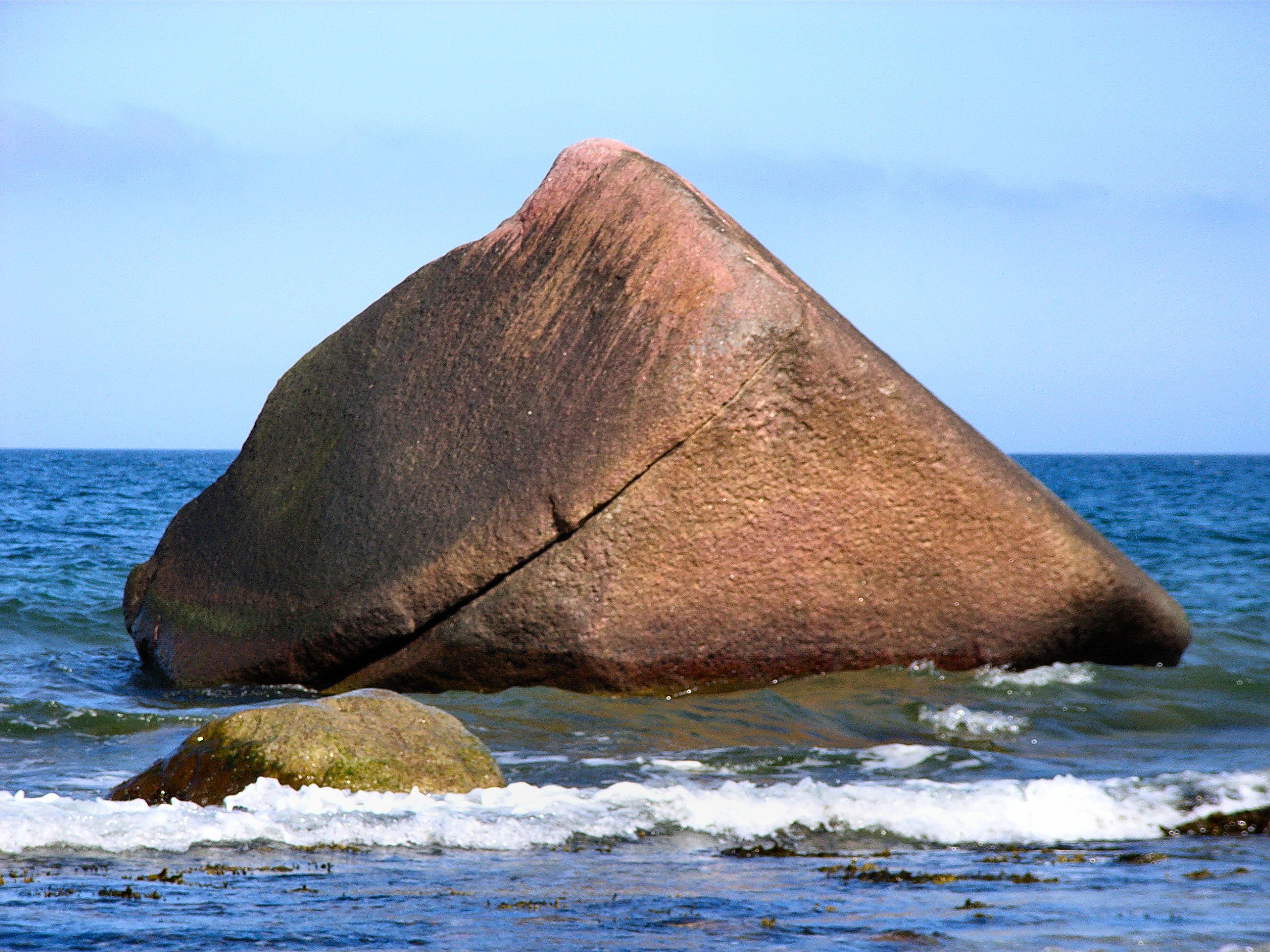
Der Schwanenstein vor Lohme
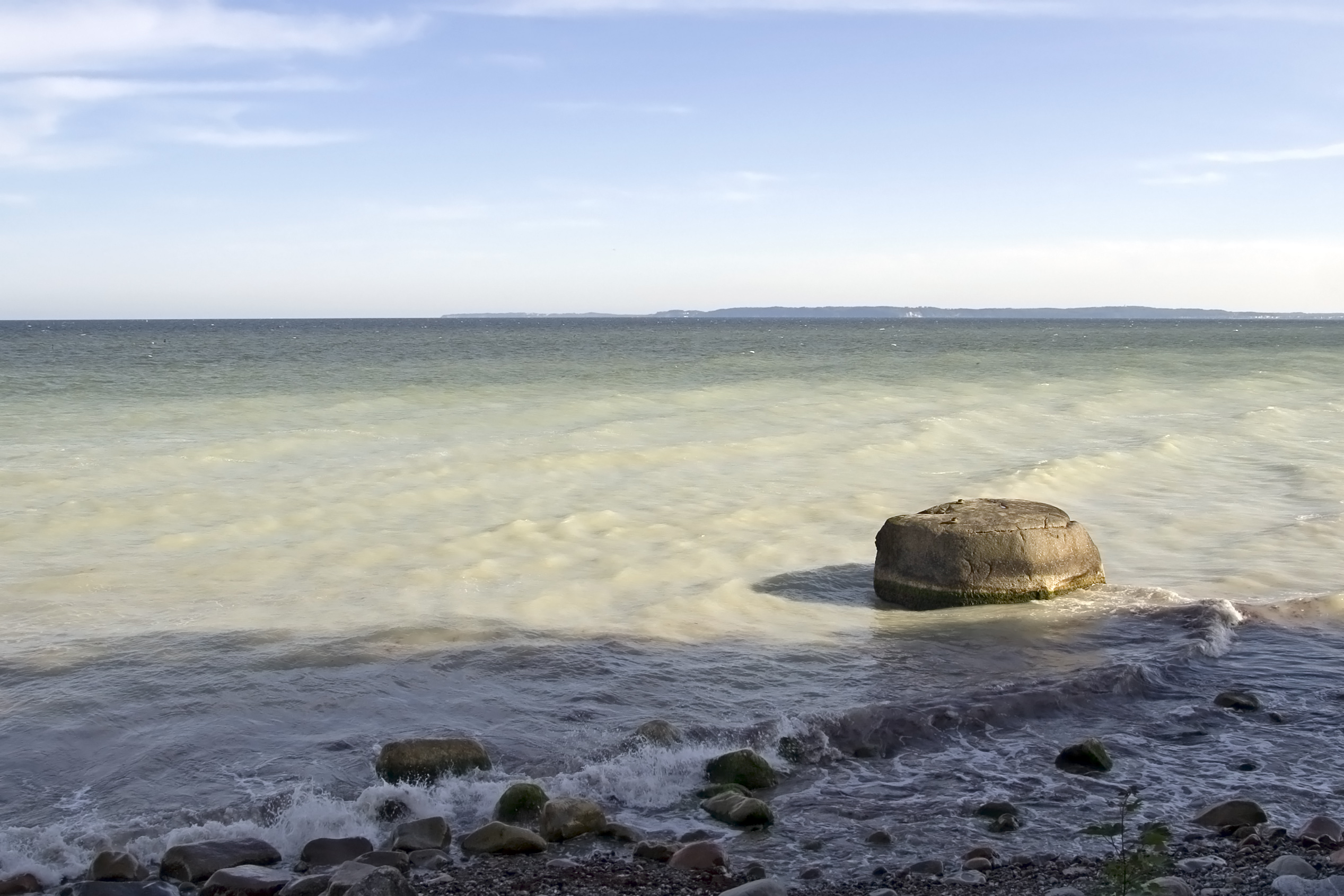
Der Uskam vor Sassnitz
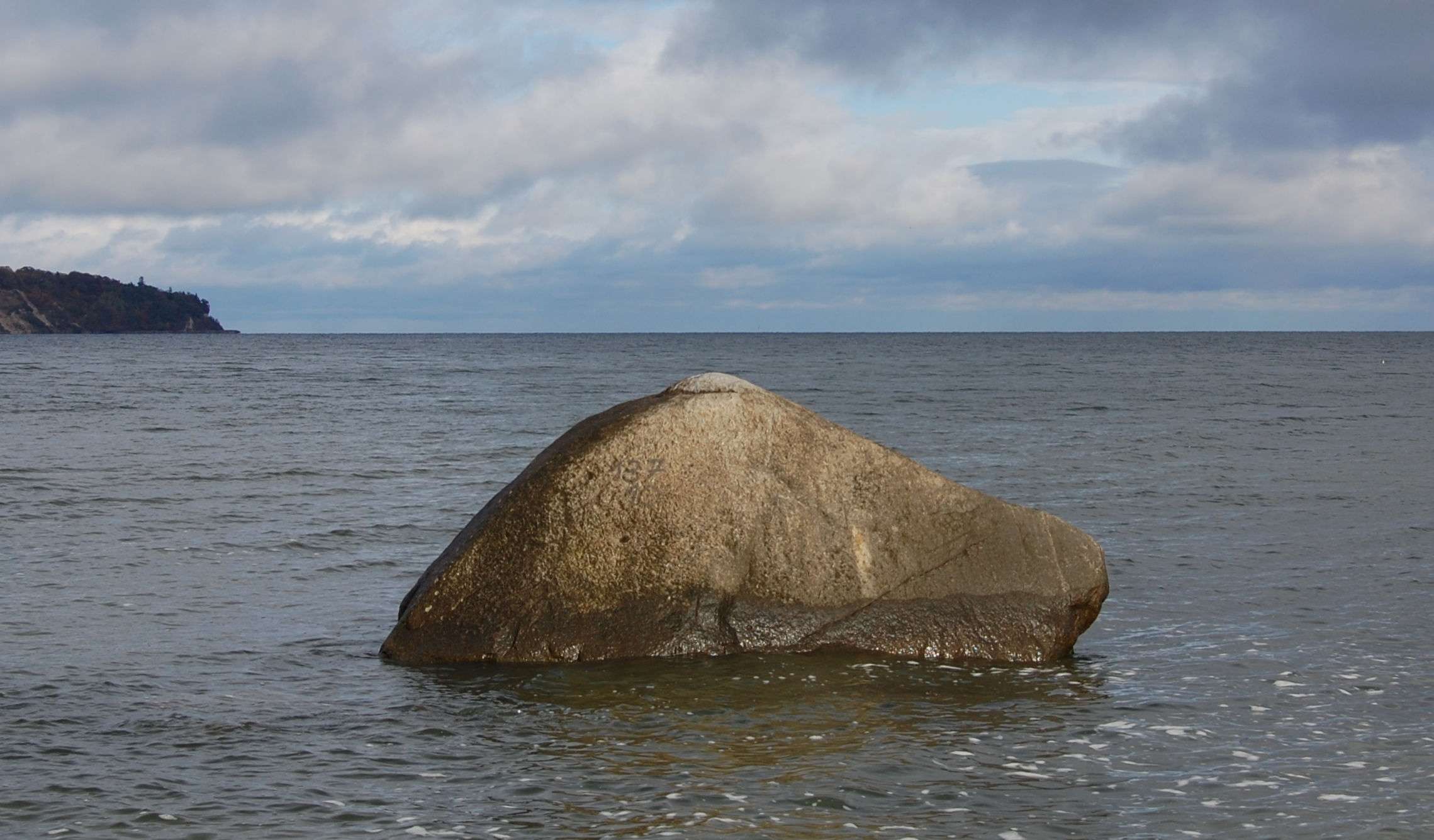
Der Fritz-Worm-Stein vor Lobbe
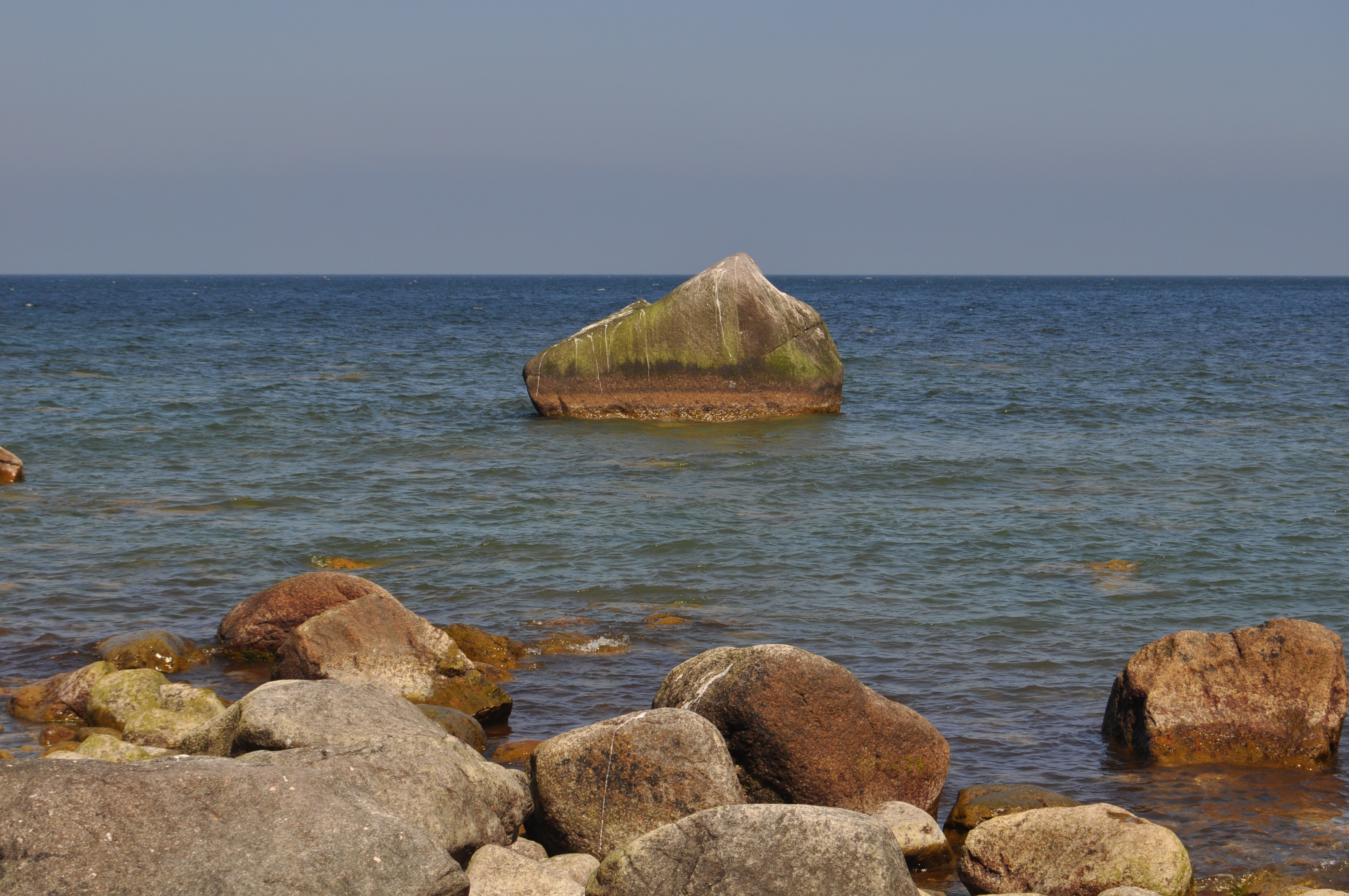
Der Waschstein unterhalb des Königsstuhles